# Die Versuchung Jesu
Die Versuchung Jesu ist eine Komposition für gemischten Chor a cappella von Gustav Gunsenheimer aus dem Jahr 1968. Es ist eine Evangelienmotette für die Fastenzeit, die auf dem Evangelium Versuchung Jesu nach Matthäus basiert (Matthäus 4,1–11 ). Der Bibeltext wird beschlossen durch die erste Strophe des Chorals „Such, wer da will, ein ander Ziel“ auf einen Text von Georg Weissel, in der originalen Melodie von Johann Stobäus. Die Aufführungsdauer ist ungefähr vier Minuten. Die Motette wurde vom Carus-Verlag 1968 veröffentlicht. Die Komposition zeichnet sich dadurch aus, dass der Teufel nicht singt, sondern spricht, manchmal im Kanon.

## Motettenzyklus
Gunsenheimer komponierte eine Folge von fünf Motetten für die Sonntage der Fastenzeit:
1. Jesus und die zwei Jünger (1966)
2. Die Versuchung Jesu (1968)
3. Jesus und die Tochter des Jairus, nach der Erweckung der Tochter des Jaïrus (1969)
4. Die Heilung des Blinden, nach der Heilung des blinden Bartimäus (1970)
5. Jesus und das kanaanäische Weib (1971)[4]

Er fügte 1972 eine Motette für einen Sonntag nach Ostern hinzu: Jesus und der ungläubige Thomas, nach der Begegnung des  ungläubigen Thomas mit Jesus.

## Komposition
Die Struktur des Werkes folgt der biblischen Geschichte vom Teufel, der Jesus in die Wüste führt und ihm drei verführerische Vorschläge macht. Das Stück beginnt in fis-Moll in freiem Takt, der manchmal ohne ausdrückliche Markierung vom vorherrschenden 4/4-Takt zum 5/4-Takt wechselt, um der Textbetonung zu folgen. Zu Beginn ist kein Tempo vorgeschrieben, doch später gibt es Angaben wie „Breiter“. Der Sopran ist meist geteilt. Die Männerstimmen sind gelegentlich dreigeteilt, doch klingen nie sechs Stimmen gleichzeitig.
Der Komponist unterscheidet drei „Personen“ deutlich durch unterschiedlichen Chorsatz. Der Erzähler wird von einem zwei- bis fünfstimmigen Chor gesungen, der den Text lebendig illustriert. Der Teufel singt nicht, sondern der Chor spricht seinen Text in genau vorgeschriebenem Rhythmus und mit großer Dynamik. Die zweite Versuchung endet mit einem dreistimmigen Kanon, der zum Schluss intensiv geflüstert wird. Die dritte Versuchung endet in einem vierstimmigen, stetig gesteigerten Kanon. Jesus dagegen singt immer homophon, einem Rezitativ ähnlich, in zwei bis fünf Stimmen. Der Evangelientext endet damit, dass erzählt wird wie die Engel ihm dienen. Die Musik wendet sich nach D-Dur, der Tonart für den Schlusschoral im vierstimmigen Satz.
Die Versuchung Jesu wurde 1998 aufgenommen vom Dresdner Kreuzchor, geleitet von Roderich Kreile.